# 調川町
調川町（つきのかわちょう）は、長崎県北松浦郡にあった町。昭和の大合併で周辺自治体と合併を行い市制施行、松浦市となった。
現在は松浦市の一地域である調川町（つきのかわちょう）となっている。

## 地理
北松浦半島の北部に位置する。「調川」の地名は、日本の古代の租税制度である租庸調のうち「調の皮」を貢租としたことにちなむと云われる。
- 山：不老山、豆五郎山、石盛山
- 河川：調川川
- 港湾：調川港
- 北松炭田：中島鉱業㈱→中興鉱業㈱江口鉱業所

## 沿革
- 1889年（明治22年）4月1日 - 町村制施行により、北松浦郡調川村が単独村制にて発足。
- 1949年（昭和24年）4月1日 - 調川村が町制施行。調川町となる。
- 1955年（昭和30年）3月31日 - 調川町・志佐町・新御厨町が合併し市制施行。松浦市が発足し、調川町は自治体として消滅。

## 地名
免を行政区域とする。調川町は1889年の町村制施行時に単独で自治体として発足したため、大字は無し。
- 上免（かみ）
- 下免（しも）
- 白井免
- 中免（なか）
- 平尾免[2]
- 松山田免

## 交通

### 鉄道
- 日本国有鉄道
  - 松浦線

（志佐町） - 調川駅 - （今福町）
現在は、第3セクターに移管されて、松浦鉄道㈱が経営する西九州線として営業中である。